# Avión de reconocimiento

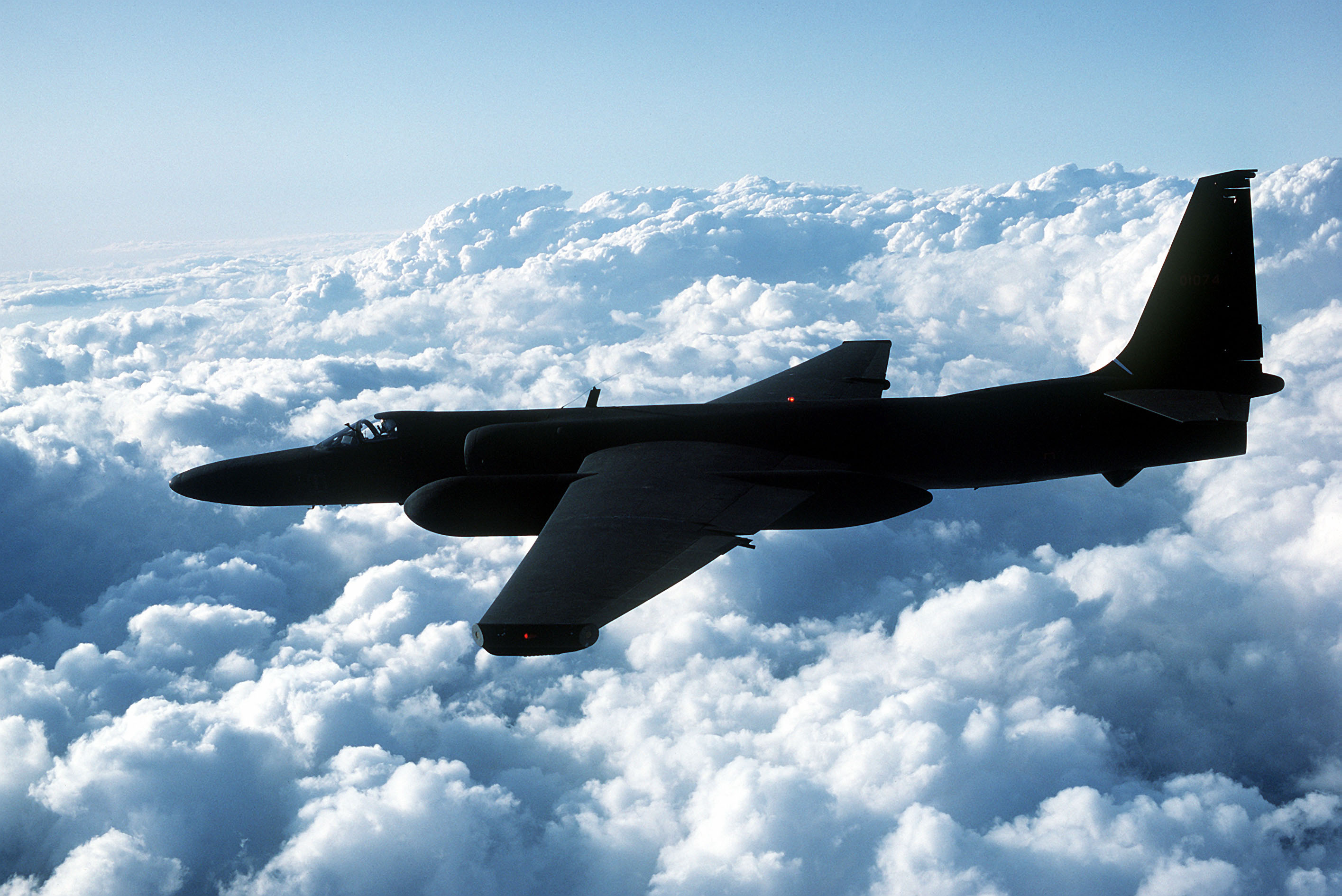
Avión de vigilancia a alta altitud Lockheed U-2.

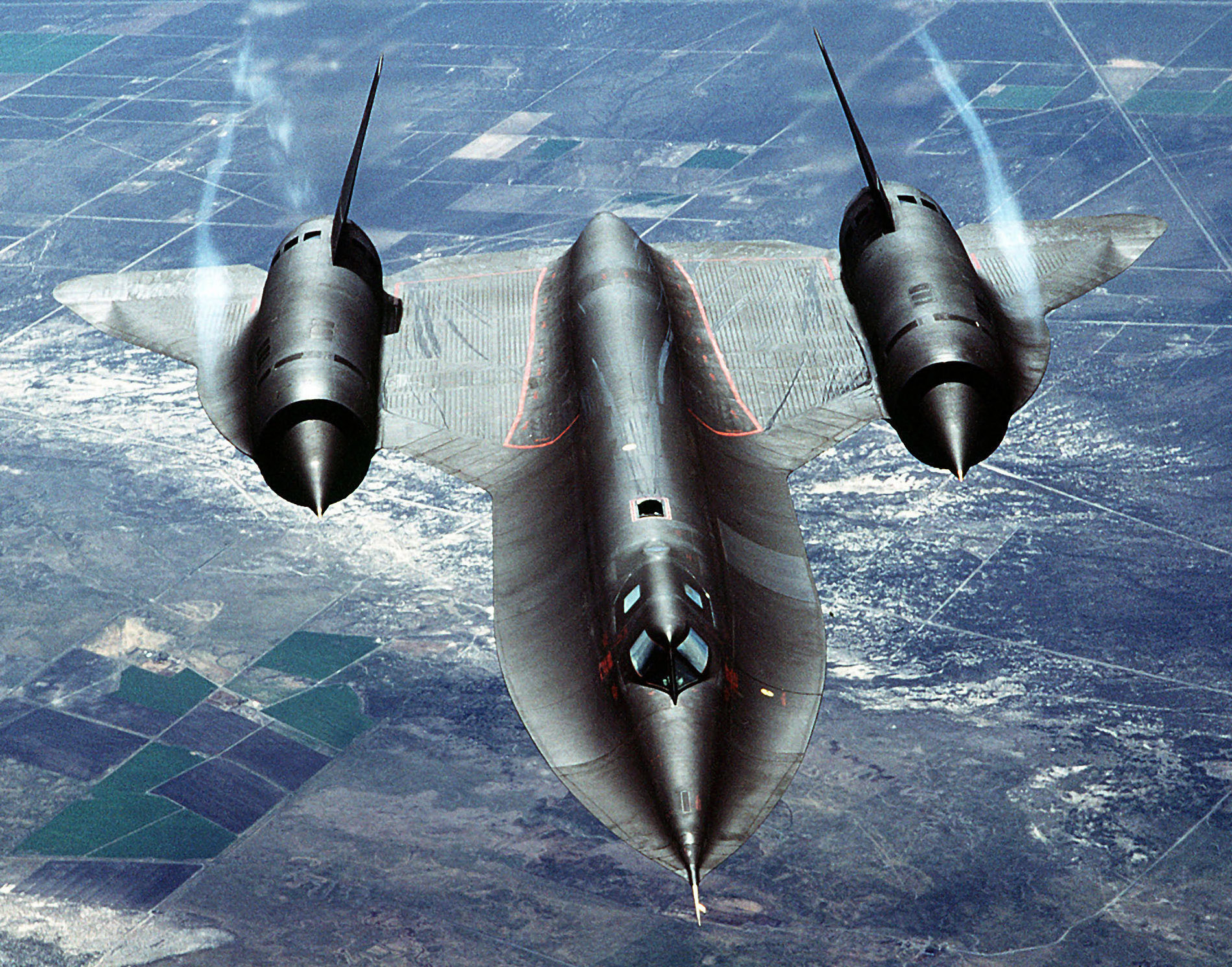
Avión de reconocimiento estratégico Lockheed SR-71 Blackbird.

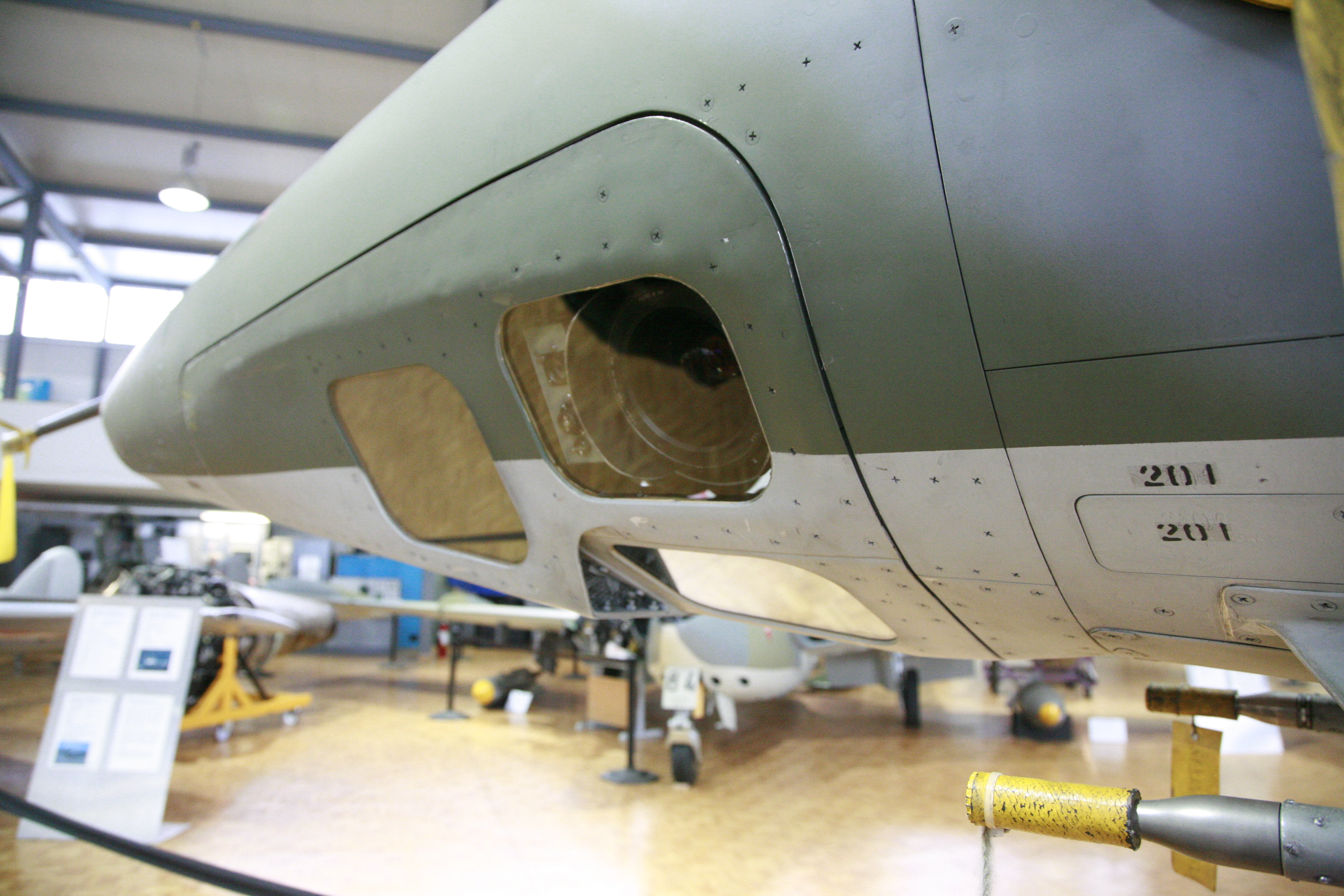
Bodega de cámaras de un caza de reconocimiento Dassault Mirage III R.

Las aeronaves de vigilancia o de reconocimiento son aeronaves militares usadas para monitorizar la actividad enemiga, normalmente desprovistas de armamento. Este artículo se concentra en las aeronaves militares usadas en este propósito, aunque una importante actividad de la aviación civil es el reconocimiento y la vigilancia de la tierra para cartografía, monitorización del tráfico y estudios geológicos y científicos. Además, en muchos países se utilizan aeronaves civiles para vigilancia de fronteras, para patrulla marítima o para prevención de contrabando y migración ilegal.
La mayoría son de combate, blindados, fotográficos; son biplaza o monoplaza dependiendo de qué avión sea. También algunos bombarderos son de reconocimiento, de alta velocidad (dependiendo de qué avión sea), ataque y tienen computadoras inteligentes
Una aeronave de vigilancia no requiere necesariamente de capacidades de alto rendimiento o características furtivas. De hecho puede ser una aeronave civil modificada que haya sido camuflada con el fin de parecer inofensiva. Técnicamente, cualquier cosa que pueda volar y realizar observaciones (dinámicamente o mediante equipo/sensores de grabación) de información visual o emisiones electrónicas puede ser calificada como aeronave de vigilancia.
Existieron intentos de realizar este tipo de labores mucho antes de la invención de los aparatos voladores más pesados que el aire, en 1794 en Francia empezaron a experimentar usando globos aerostáticos para proporcionar información de orientación para la artillería. Los sucesivos intentos durante todo el siglo XIX resultaron militarmente inútiles, pero actualmente están en uso las plataformas de radar basadas en aerostatos.